# Kasteel Bückeburg
Kasteel Bückeburg is een kasteel in Duitsland, in de deelstaat Nedersaksen, in de stad Bückeburg. Het is één der vrij talrijke kastelen en landhuizen, die in het bezit zijn van het geslacht der vorsten van Schaumburg-Lippe. Kasteel Bückeburg is echter de residentie van dit hoogadellijke geslacht, en het wordt voor een deel ook nog door leden van deze familie bewoond.
Het kasteel staat ten westen van het centrum van Bückeburg.  Nog iets verder westelijk staat een groot, koepelvormig mausoleum voor de vorsten van Schaumburg-Lippe.  Het kasteel is normaliter via vooraf te boeken rondleidingen te bezichtigen. Er worden ook thema-rondleidingen gegeven, inclusief bezoek aan het mausoleum, diner in het kasteelrestaurant of demonstraties op het gebied van paardrijkunst. Het kasteelpark is bijna dagelijks vrij toegankelijk.

## Geschiedenis
Graaf Adolf VI (1256 - 13 mei 1315) van Holstein en Schauenburg erfde in 1290 het graafschap Schaumburg. In 1302 liet hij het, toen vooral als militair steunpunt bedoelde, omgrachte kasteel bij Bückeburg bouwen. Het lag strategisch aan de handelsroute Hellweg vor dem Santforde, die van Deventer via Rheine naar Minden en Paderborn liep. Het werd genoemd naar een in 1181 geslecht kasteel met dezelfde naam, dat bij het naburige Obernkirchen had gestaan.
In 1527 werd het kasteel uitgebouwd en van voor die tijd moderne verdedigingswerken, waaronder bastions, voorzien. In 1560 liet graaf Otto IV van Holstein-Schaumburg het in de stijl van de Wezerrenaissance grondig tot woonpaleis verbouwen. Deze renovatie was in 1564 voltooid. Zijn zoon Ernst van Schaumburg, die Bückeburg tot residentie van het graafschap maakte en de plaats Bückeburg stadsrecht verleende en ook liet uitbreiden en verfraaien, liet ook Kasteel Bückeburg verder uitbreiden. Onder andere liet hij een uitgebreid koetshuis (Marstall; 1622) bouwen en een fraai ingangsportaal oprichten. Ook de huidige Slotkapel Bückeburg dateert uit deze periode. Na de Dertigjarige Oorlog trad een periode van enig verval in. Wel was het kasteel met het graafschap in 1640 overgegaan op het graafschap Schaumburg-Lippe.
In de 18e eeuw regeerde Albrecht Wolfgang van Schaumburg-Lippe, die een bevorderaar van kunst en literatuur was.  Albrecht Wolfgang liet het kasteel in barokstijl restaureren en liet de tuin in diezelfde stijl opnieuw aanleggen. Onder andere Voltaire was eens in het kasteel de gast van de graaf. Wellicht was kasteel Bückeburg  de inspiratiebron voor het kasteel van Baron Thunder-Ten-Thronckh, dat in Voltaires werk Candide een rol speelt. In 1732 liep het kasteel bij een brand zware schade op.
De meeste volgende graven lieten, elk naar eigen inzicht, veranderingen aan het kasteel en de tuin aanbrengen. De tuin werd weer van enige vestingwerken voorzien, en later deels in een Engelse tuin omgevormd. Grote renovaties vonden onder  vorst Adolf I George van Schaumburg-Lippe in de decennia vanaf 1860 plaats. In deze tijd ontstond ook de fraaie, 9 meter lange Grote Feestzaal.
In 1911 werd begonnen met de bouw van het zeer kostbare mausoleum voor de vorsten van Schaumburg-Lippe, achter het kasteel. Het 43 meter hoge en 27 meter brede gebouw is in neoromaanse stijl gebouwd onder  architectuur van Paul O. Baumgarten uit Berlijn. In 1915 was het grafmonument voltooid. In de voorhal van het mausoleum hangen twee zeventiende-eeuwse schilderijen, waarvan er één, Hagar in de woestijn, aan Gerard van Honthorst wordt toegeschreven.
Zie voor historische bijzonderheden ook onder: Slotkapel Bückeburg.

## Gebruik van het kasteel
De leden van het huis Schaumburg-Lippe gebruiken kasteel Bückeburg nog steeds als residentie. De huidige (2021) gebruiker en chef van het Huis  is Alexander zu Schaumburg-Lippe.
Sedert 1925 zijn enkele vertrekken van het kasteel ter bezichtiging geopend, doorgaans in het kader van rondleidingen.
In 2004 werd, in navolging van de Franse Cadre Noir en de Weense Spaanse Rijschool, in de koetshuisgebouwen een Hofreitschule ingericht. Regelmatig vinden er dressuur- en andere hippische demonstraties plaats.
Enige vleugels van het kasteel herbergen overheidsarchieven van de deelstaat Nedersaksen (Niedersächsisches Landesarchiv (Abteilung Bückeburg)).
Een prestigieuze muziekopleiding uit de stad Hannover houdt haar masterclasses in het kasteel.
Schloss Bückeburg is verder in gebruik als locatie voor verscheidene, in principe jaarlijks terugkerende, evenementen. Ook kan men in de slotkapel in het huwelijk treden.

## Afbeeldingen

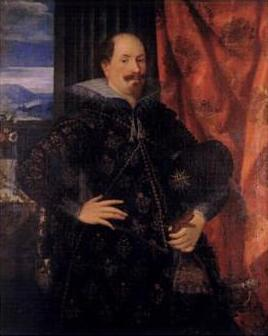
Graaf Ernst van Schaumburg (1621)
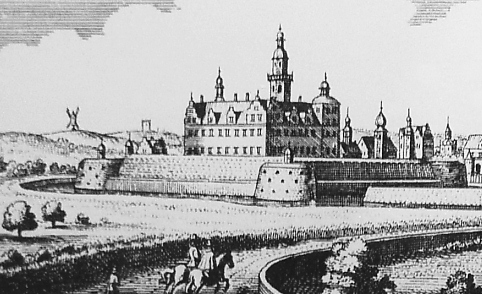
Het kasteel in 1654 (Merian-prent)
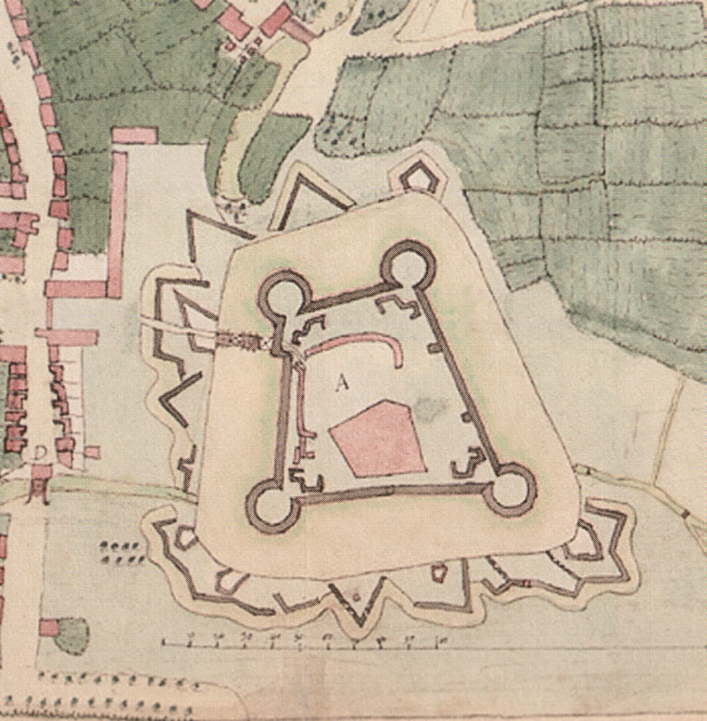
Plattegrond van het kasteel anno 1771
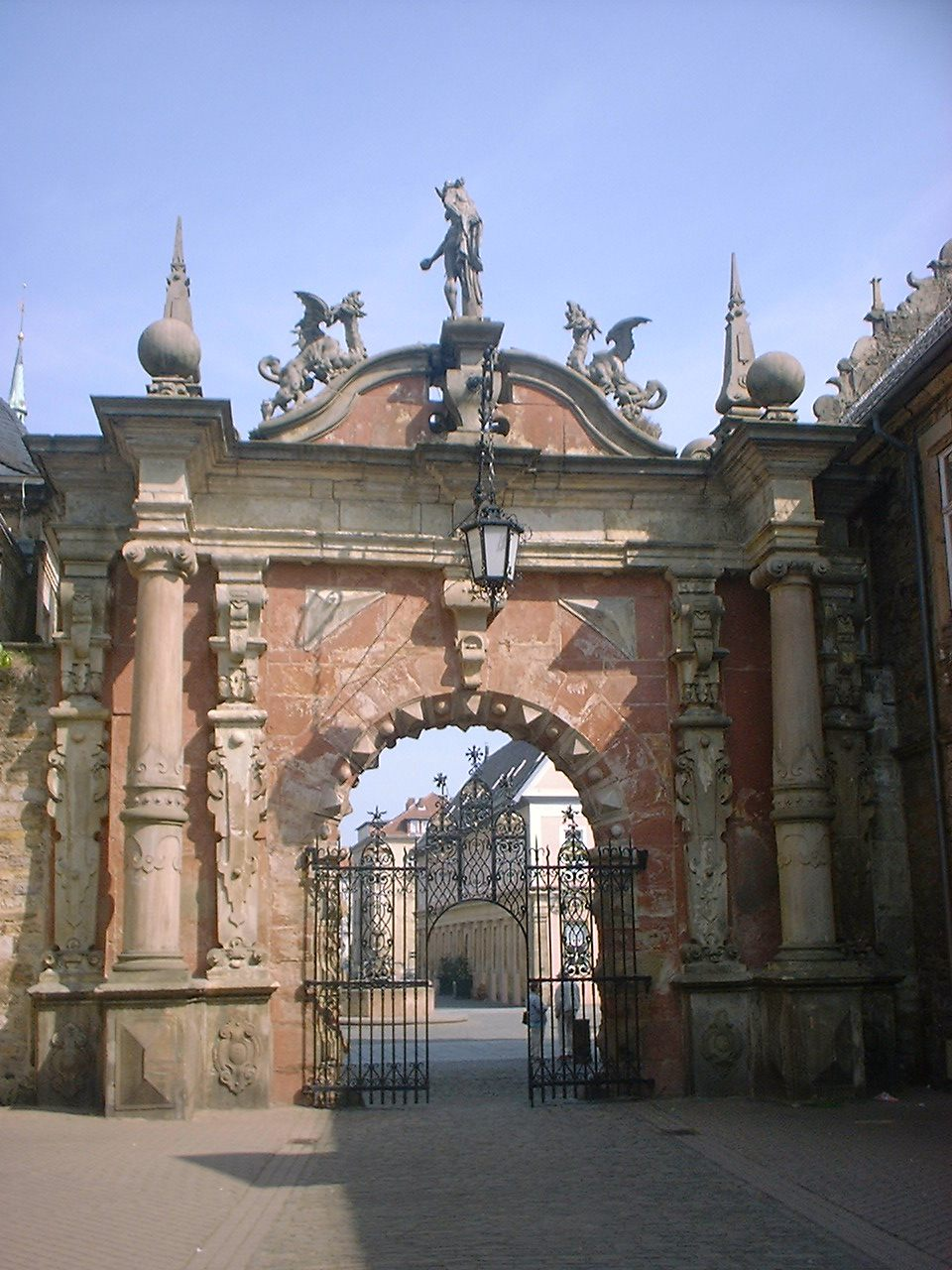
Kasteel-portaal
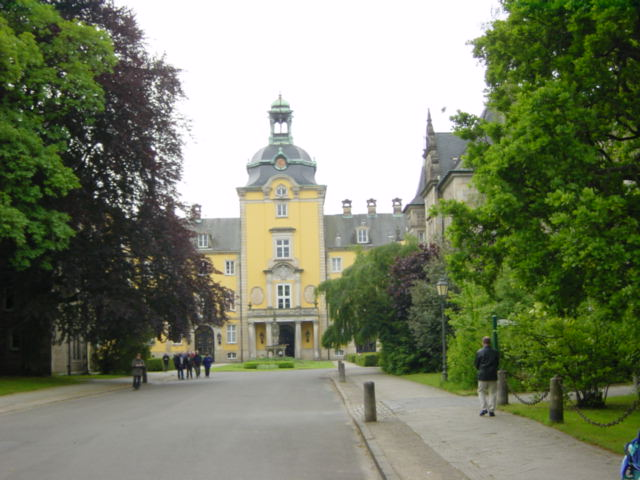
Ingang van het kasteel
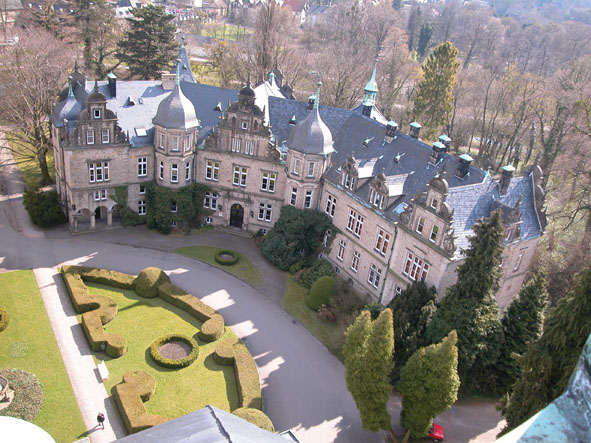
Vleugel van het kasteel, waarin het staatsarchief is gevestigd
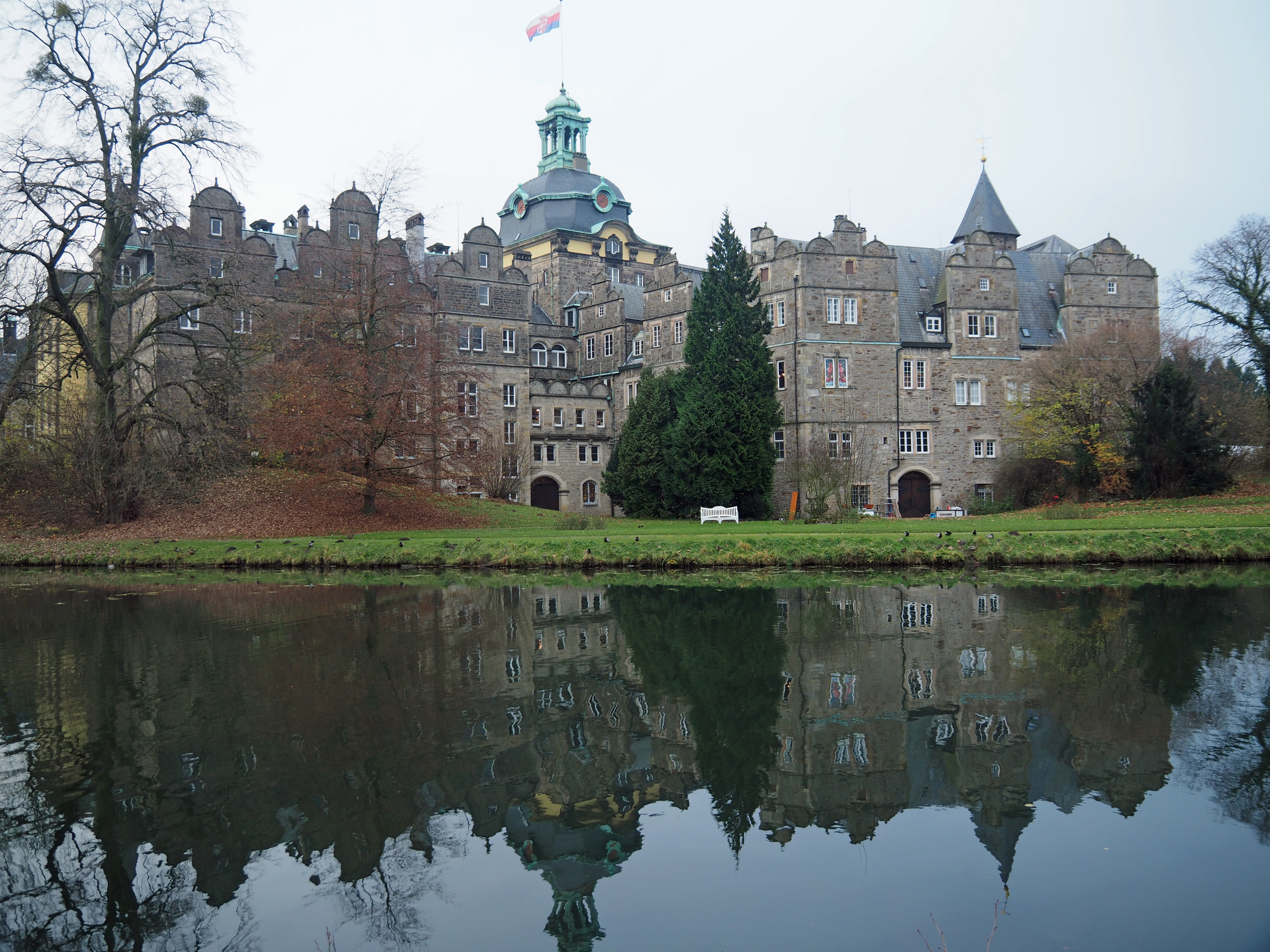
De achterkant (westzijde) van het kasteel
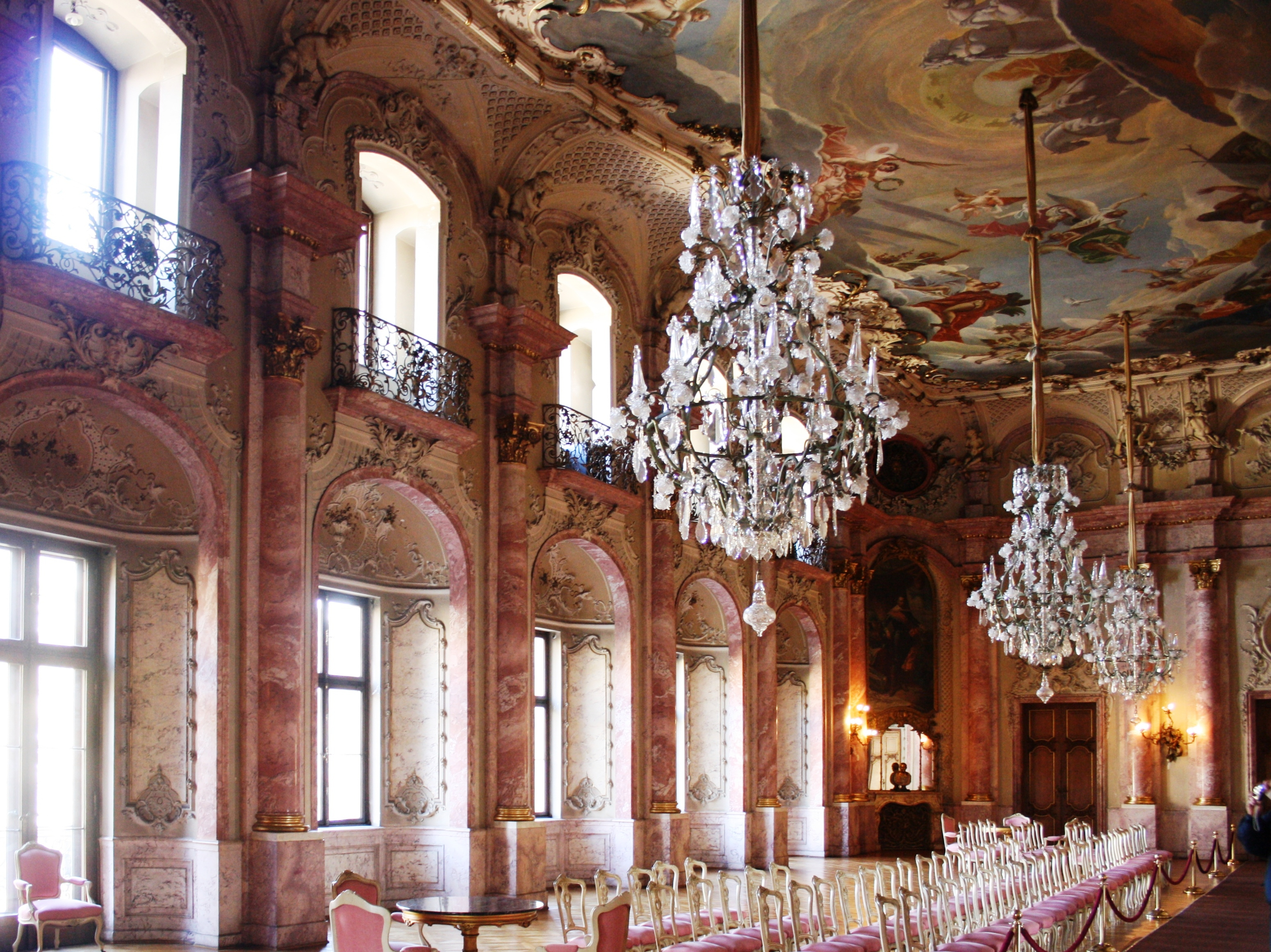
De grote feestzaal
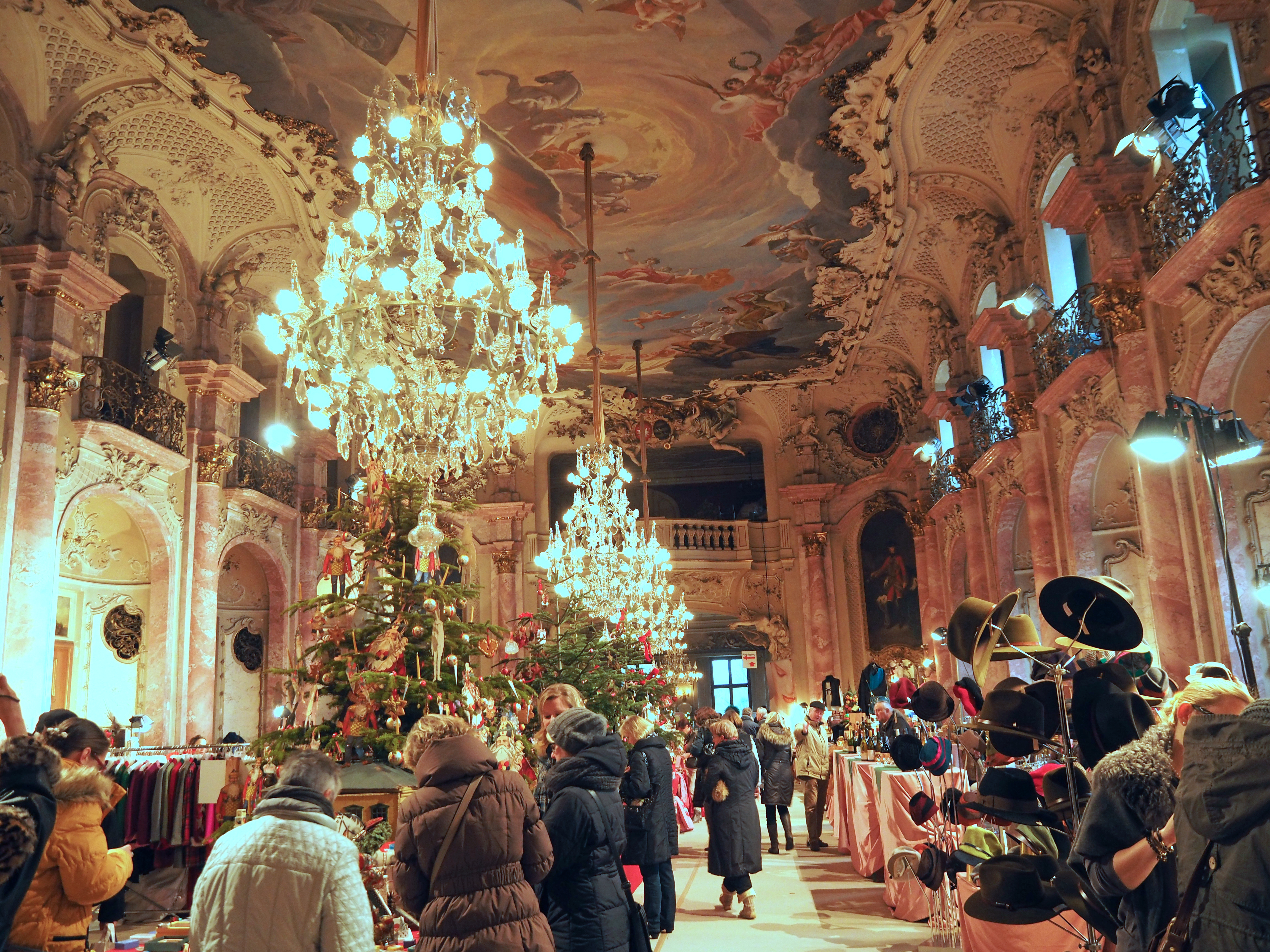
De grote feestzaal van het kasteel tijdens een kerstmarkt eind 2014
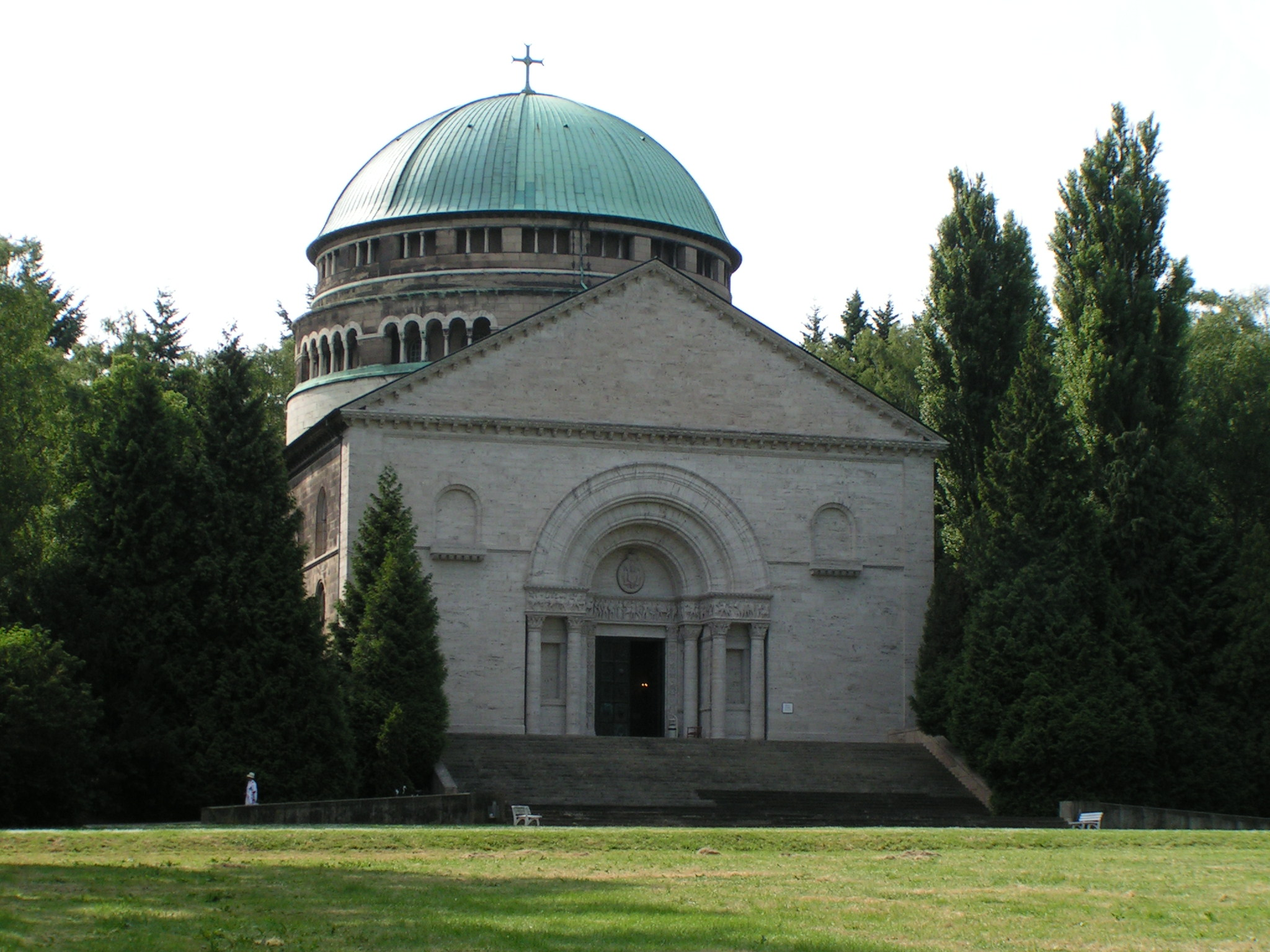
Het mausoleum
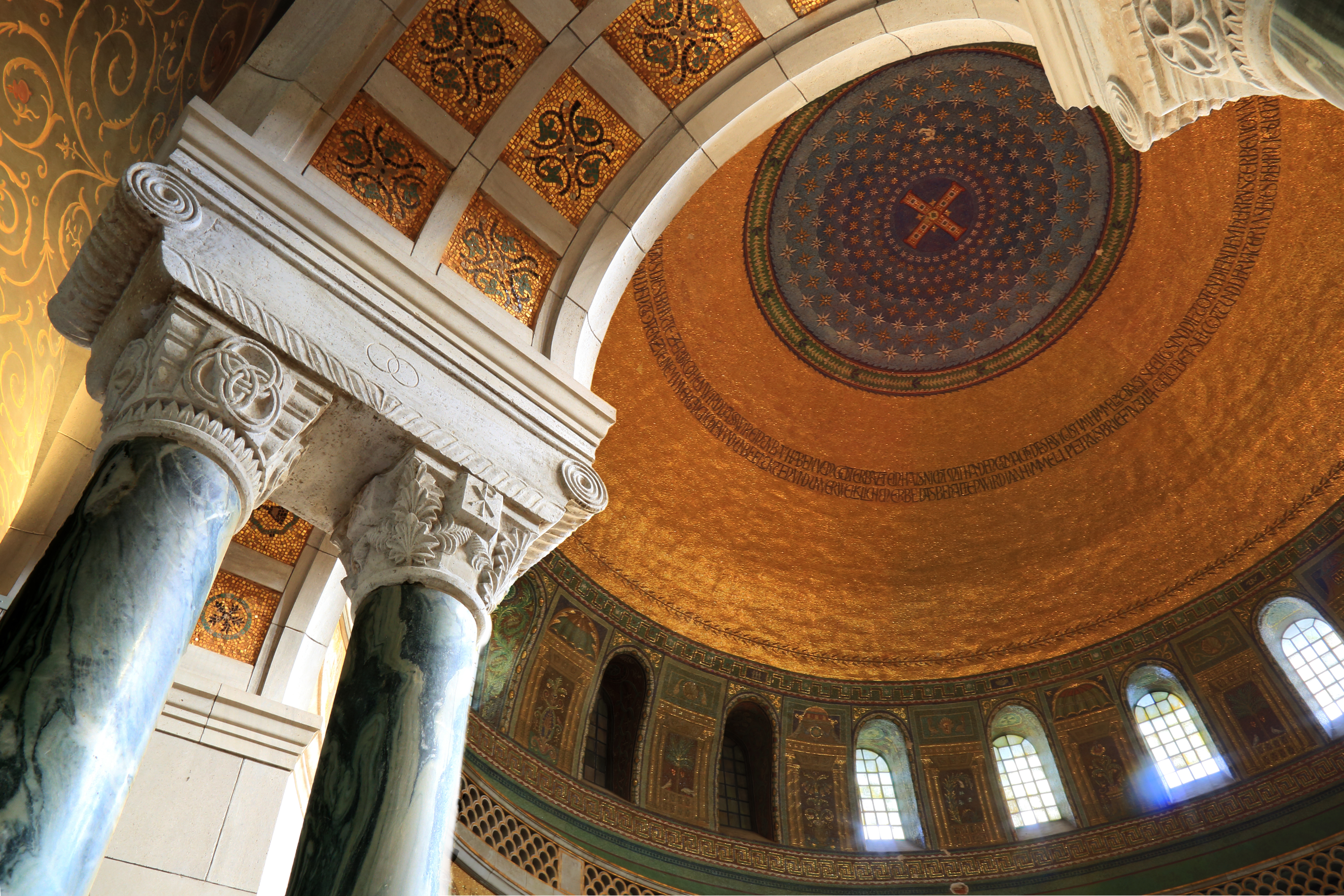
Interieur van het mausoleum

## Trivia
In Japan, in de stad Obihiro, is in 1989 een replica van Kasteel Bückeburg voltooid. Het dient als sprookjesslot in een pretpark, dat echter failliet gegaan is.

## Aanbevolen Duitstalige literatuur op architectuur- en kunsthistorisch gebied
- Johannes Habich: Die künstlerische Gestaltung der Residenz Bückeburg durch Fürst Ernst. 1601–1622. Grimme, Bückeburg 1969 (dissertatie universiteit Hamburg, (= Schaumburger Studien; deeltje 26)).
- Heiner Borggrefe: Die Residenz Bückeburg – Architekturgestaltung im frühneuzeitlichen Fürstenstaat. Jonas Verlag, Marburg 1994, ISBN 3-89445-180-7.